# Lucius Annaeus Florus
Lucius Annaeus Florus, általánosan elterjedt nevén Florus (74 körül – 147 után) római történetíró.

## Élete és műve
Florus a 2. században, Hadrianus és Antoninus Pius császárok alatt működött történetíróként. Egyes kéziratok szerint neve Julius, és nem Lucius Annaeus Florus volt. Havas László a Publius Annius Florus alakot látja helyesnek. Híres műve Epitomae de gestis Romanorum libri IV. alatt maradt fenn, a kéziratok itt adnak alternatív nevet: Epitomae de Tito Livio bellorum, omnium annorum DCCC libri II. A történeti hagyomány szerint Florus művét 147-ben, Róma fennállásának 900. évében írta. A könyvben a római királyoktól egészen Augustus uralkodásáig tárgyalja az eseményeket, ugyanakkor történeti értékét általában csekélynek szokták tartani, mert nem sokat törődik az események hiteles előadásával, és időrendje sem megbízható. Stílusát retorikai dagályosság jellemzi.
Florus történetírásában jelenik meg az elsők között a római történetírásban a történelem organikus felfogása: Róma olyan, mint egy élő ember; van ifjúkora, felnőttkora és öregsége. Florus hitt a Roma Aeterna eszméjében, azaz abban, hogy Róma örökké fenn fog állni, ezért az öregséget – azaz a principátus első századának korát – nem az elmúlás, hanem a Traianus principátusában végbemenő újjászületés követte.
Ha tehát valaki egyetlen embernek tekinti a római népet, és a teljes élethosszát úgy osztja korszakokra, hogy előbb meglátta a napvilágot, aztán felserdült, majd mintegy érett férfikorba lépett, később pedig szinte megvénült, akkor négy lépcsőfokot különböztethet meg. Róma életének első korszaka a királyok uralkodása alatt volt, és csaknem négyszáz évig tartott. Ez alatt az idő alatt közvetlenül a város környékén viaskodott szomszédaival. Ez volt gyermekkora. Brutus és Collatinus consulságától (Kr. e. 509) számítva Appius Claudius és Quintus Fulvius consulokig (Kr. e. 212) százötven év telt el, s ezalatt igázta le Itáliát a római. Fegyverek és vitézek ezt a kort tették a legviharosabbá, így ezt mondhatjuk ifjúságának. Utána Augustus császárig százötven év múlt el (Kr. e. 27), amely alatt az egész világot meghódította. Íme, a teljes életerejében és érettségében lévő birodalomnak ez már tulajdonképpen a férfikora. Augustus császártól a mi századunkig nem sokkal kevesebb, mint kétszáz év szállt el, s eközben a császárok tehetetlensége valósággal megvénítette és elsorvasztotta a birodalmat, amely Traianus uralkodása idején mégis megmozdította végre a karját, s amikor már mindenkiből kihalt a remény, szinte visszanyerve ifjúságát, öregségében új erőre kapott.
Műve tulajdonképpen Livius kivonata – megnyitva ezzel azon kivonatok, rövidítések sorozatát (Eutropius stb.) melyek a kevésbé művelt rétegek számára is elmesélték a kanonizált római történelmet. Éppen rövidsége miatt tankönyvként is forgatták, emiatt számos kézirata maradt fenn és nagy hatást gyakorolt a későbbi ókori és középkori történetírókra (Iordanes, Orosius és Tertullianus, Szent Ágoston, Minucius Felix és mások). Magyarországon Florus hatása kimutatható Szent István Intelmeiben; Bornemisza Péter versben fordította, Nadányi János pedig őt követve írta meg Florus Hungaricus című művét.
Florus költőként, grammatikusként, valamint szónokként is működött. Versei közül a Hadrianus császárhoz írott,
valamint a De qualitate vitae című versciklus maradt fent. Fennmaradt ezeken kívül egy értekezése Vergilius orator an poeta címmel.

## Magyarul
- Lucius Annaeus Florus: Róma háborúi; ford., utószó, jegyz. Havas László, szerk. Zsolt Angéla; Európa, Bp., 1979 (Az ókori irodalom kiskönyvtára) ISBN 963-07-1881-2, 247 p.